# 달성서공송덕비
달성서공송덕비는 대한민국 대구광역시 북구 산격동에 있다.

## 개요
일제강점기때 신기마을에 살던 서정도씨가 사비로 마을에 전기, 농로개설, 도로개설 등 마을의 공동이익을 위하여 많은 땅을 희사하였다.